# Lanius validirostris
L'averla delle Filippine o averla beccoforte (Lanius validirostris Ogilvie-Grant, 1894) è un uccello appartenente alla famiglia dei Lanidi.

## Etimologia
Il nome scientifico della specie, validirostris, deriva dal latino e significa "dal becco forte", in riferimento al becco massiccio di questi uccelli.

## Descrizione

### Dimensioni
Misura 20-22.5 cm di lunghezza, per 34-44.9 g di peso.

### Aspetto
Si tratta di uccelli dall'aspetto robusto ma slanciato, muniti di grossa testa ovale e allungata con becco forte e massiccio dall'estremità adunca, ali corte e arrotondate, forti zampe artigliate e lunga coda dall'estremità squadrata.
Il piumaggio si presenta di colore grigio topo su calotta (fronte, vertice e nuca), dorso, codione e scapolare, mentre gola, petto, e ventre sono di colore bianco, i fianchi ed il sottocoda sono di colore aranciato ed infine la mascherina facciale (che è piuttosto sottile e va dai lati del becco all'area auricolare), le ali e la coda sono di colore nero.
Il becco e le zampe sono di colore nerastro: gli occhi sono invece di colore bruno scuro.

## Biologia
Si tratta di uccelli diurni e piuttosto timidi che vivono da soli o in coppie, occupando un proprio territorio che viene difeso gelosamente da eventuali intrusi: similmente alle altre averle, anche in questa specie gli esemplari passano molto tempo ad osservare i dintorni da un posatoio dal quale possono godere di buona visuale, approfittandone sia per avvistare eventuali prede che possibili intrusi.
I richiami dell'averla delle Filippine sono piuttosto melodiosi e simili a quelli dei silvidi, inframezzati da alti e acuti fischi.

### Alimentazione
Si tratta di uccelli la cui dieta si compone in massima parte d'insetti ed altri invertebrati, noncé, sporadicamente, anche di piccoli vertebrati: verosimilmente, il becco massiccio risulta molto utile a queste averle nell'aver ragione degli esoscheletri più coriacei (come quelli di alcune specie di coleotteri della zona), tuttavia non si ha ancora prova di una predilezione alimentare dell'averla delle Filippine per questi animali.

### Riproduzione
Gli unici dati relativi alla riproduzione di questi uccelli si riferiscono all'osservazione di alcuni esemplari in amore fra febbraio e giugno e di una coppia intenta a nutrire dei giovani durante la metà di maggio: pur mancando ulteriori informazioni, si ha motivo di ritenere che (similmente a quanto osservabile nelle altre averle) questi uccelli siano monogami e che i due sessi collaborino durante le varie fasi ell'evento riproduttivo.

## Distribuzione e habitat
Come intuibile dal nome comune, l'averla delle Filippine è endemica appunto delle Filippine, dove popola con una sottospecie distinta su ciascuna di esse il nord dell'isola di Luzon (Sierra Madre e Cordigliera Centrale), il nord di Mindoro (monte Halcon e monte Dulungan) e la porzione centro-settentrionale dell'isola di Mindanao (monte Malindang, Misamis Oriental, monte Kitanglad, monte Apo). Non si ha notizia di movimenti migratori da parte di questa specie, tuttavia è lecito supporre che essi compiano spostamenti altitudinali, scendendo di quota durante i mesi meno calmi per sfuggire ai rigori dell'inverno.
L'habitat di questi uccelli è rappresentato dalle aree erbose o cespugliose sul limitare dei boschi montani a quercia e pino e dalle radure in suddetti boschi.

## Tassonomia
Se ne riconoscono tre sottospecie:
- Lanius validirostris validirostris Ogilvie-Grant, 1894 - la sottospecie nominale, endemica di Luzon;
- Lanius validirostris tertius Salomonsen, 1953 - endemica di Mindoro;
- Lanius validirostris hachisuka Ripley, 1949 - endemica di Mindanao;

Alcuni autori riconoscerebbero inoltre una sottospecie quartus del monte Malindang, sinonimizzata con hachisuka.